# 아르놀포 디 캄비오

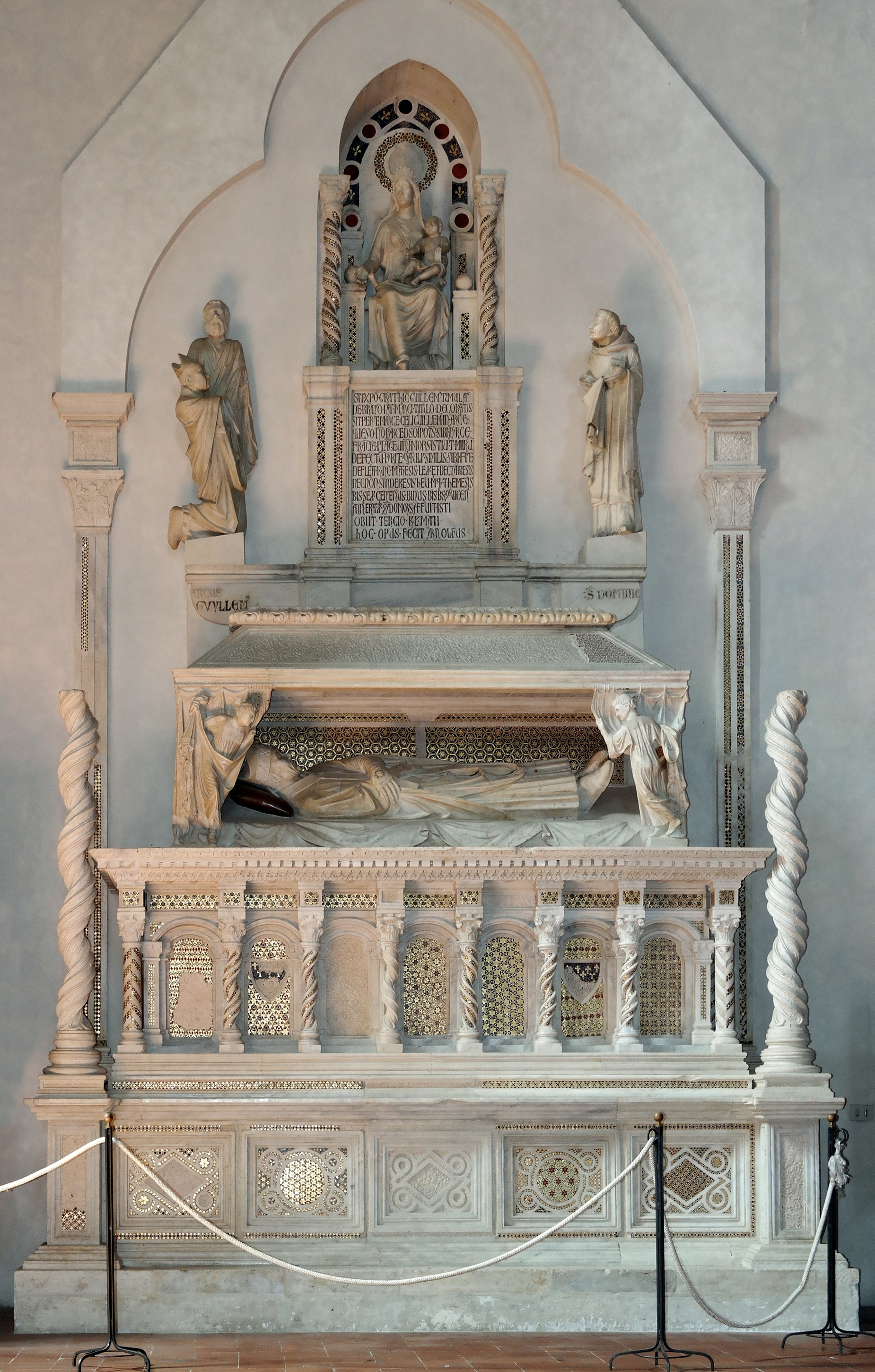
기욤 드 브라이 추기경의 무덤, 오르비에토 산 도메니코 성당, 1282년경

아르놀포 디 캄비오(이탈리아어: Arnolfo di Cambio, 1245년경~1302년/1310년)는 두에첸토 시기의 이탈리아 건축가이자 조각가로, 니콜라 피사노의 수석 조수로 경력을 시작했다. 그는 1300년 피렌체 대성당의 수석 건축감독(capomaestro)으로 임명되었으며, 1284년부터 1333년까지 이어진 피렌체의 여섯 번째 성벽 설계를 맡은 인물이기도 하다.
말년에 이르러 그는 여러 작업장을 운영했던 것으로 보이며, 그 결과 작품 간 양식의 차이가 크고 그의 손길이 직접 닿은 부분을 식별하기가 어렵다.

## 생애
아르놀포의 전기는 복잡하다. 그 이유는 피렌체 대성당의 공사감독이자 토스카나 콜레디발델사 출신인 “아르놀포 디 캄비오”와, 로마의 산파올로 푸오리 레 무라 대성전 및 산타 체칠리아 인 트라스테베레 성당의 성합에 서명한 “아르놀푸스(Arnolfus)”, 그리고 교황 보니파시오 8세의 무덤에 서명한 “아르놀푸스 아르키텍투스(Arnolfus Architectus)”가 동일 인물인지 여부에 대해 여전히 논란이 남아 있기 때문이다. 그러나 다수의 학자들은 이들이 모두 같은 사람이며, 작품 간 스타일의 차이는 그의 작업장에서 일한 조수들에 의해 발생한 것으로 보고 있다. 그는 1277년경 로마에 작업장을 두었을 것으로 추측된다.
그는 1265년부터 1268년까지 시에나 대성당의 대리석 설교단을 만드는 작업에서 니콜라 피사노의 수석 조수로 참여했으며, 곧 독립해 중요한 묘비 조각을 단독으로 작업하게 된다. 1266년부터 1267년까지 그는 시칠리아 왕 카를로 1세의 의뢰로 로마에서 활동하며, 카를로의 모습을 조각한 동상이 현재 캄피돌리오 박물관에 남아 있다. 그는 오르비에토 산 도메니코 성당에 있는 기욤 드 브라이 추기경(1282년 사망)의 벽면 무덤을 제작하면서 서명을 남겼으며, 이 무덤에 앉아 있는 성모자 상(마에스타)은 고대 로마의 풍요의 여신 아분단티아 조각상을 모델로 삼아 제작되었다. 성모의 티아라와 보석 장식도 고대 유물을 본떠 만든 것이다.
로마에 머무는 동안 그는 코스마테스크 예술을 접했고, 이 영향은 산파올로 푸오리 레 무라 대성전과 산타 체칠리아 인 트라스테베레 성당에서 그가 작업한 상감장식과 다채로운 유리 장식에서 찾아볼 수 있다. 이 두 성당에서 그는 각각 1285년, 1293년에 작업했다. 같은 시기 그는 산타 마리아 마조레 대성당의 프레스피오, 산타 마리아 인 아라코엘리 성당, 그리고 교황 보니파시오 8세의 무덤 조성(1300년)에도 참여했다.
성 베드로 대성당의 ‘좌정한 성 베드로’ 청동상은 전통적으로 그가 만든 것으로 여겨지지만, 이에 대해서는 회의적인 견해도 많다.
1294년부터 1295년 사이, 그는 주로 건축가로서 피렌체에서 활동했다. 전기 작가 조르조 바사리에 따르면, 그는 피렌체 대성당 건설을 총괄했으며, 한때 파사드 하단부를 장식했던 조각상들도 그가 만들었다고 한다. 이 조각상들은 1589년에 철거되었으며, 현재는 피렌체 대성당 박물관에 보존되어 있다. 산타 크로체 성당의 설계도 아르놀포의 작품으로 간주되지만, 이에 대해서는 논란이 있다. 바사리는 또한 아르놀포가 신도시 산조반니발다르노의 도시 계획을 설계했다고 기록했다.
아르놀포의 작품은 그 웅장한 조형성으로 인해 피렌체의 도시 풍경에 큰 영향을 남겼으며, 그의 장례 기념 조각 양식은 후기 고딕 장례 예술의 전형으로 자리 잡았다.
조르조 바사리는 《미술가 열전》에서 아르놀포의 전기를 포함시켰다.
단테 알리기에리는 《신곡》의 〈연옥편〉 제11곡과 제13곡에서 1269년 콜레 발 델사 전투를 이중으로 언급하며 아르놀포의 고향을 암시하고 있다. 단테는 1300년 피렌체의 수석행정관(prior)이었던 시기에 피렌체 대성당의 건축가였던 아르놀포를 거의 확실하게 만났을 것으로 보인다.

## 주요 작품

### 건축
- 피렌체 대성당 산타 마리아 델 피오레, 1296년. 아르놀포의 파사드 설계는 이후 14세기와 15세기에 걸쳐 다른 건축가들에 의해 확장·완성되었다.[9] 현재 일부는 대성당 박물관에 복원되어 있다.
- 피렌체의 팔라초 베키오, 1299년[10]
- 로마 산타 체칠리아 인 트라스테베레 성당의 성합
- 로마 산파울로 푸오리 레 무라 성당의 성합(1285년 완성, “Arnolfus cum suo socio Petro”라고 서명됨)[11]

### 조각
- 리카르도 안니발디 추기경의 무덤 (1276), 로마 산조반니 인 라테라노 성당. 아르놀포의 로마 첫 주요 작품[12]
- 교황 하드리아노 5세의 무덤 (1276년경, 추정), 비테르보 산 프란체스코 성당
- 시칠리아 왕 카를루 1세 동상 (1277년경), 로마 카피톨리니 미술관[13]
- 페루자 ‘목마른 사람들의 분수(Fontana Minore)’[14]
- 기욤 드 브라이 추기경의 무덤 (1282년경), 오르비에토 산 도메니코 성당[15]
- 교황 보니파시오 8세의 무덤, 바티칸 지하묘소
- ‘좌정한 성 베드로’ 동상 (1290–1299), 로마 성 베드로 대성전 (전통적으로 아르놀포의 작품으로 여겨짐)[16]

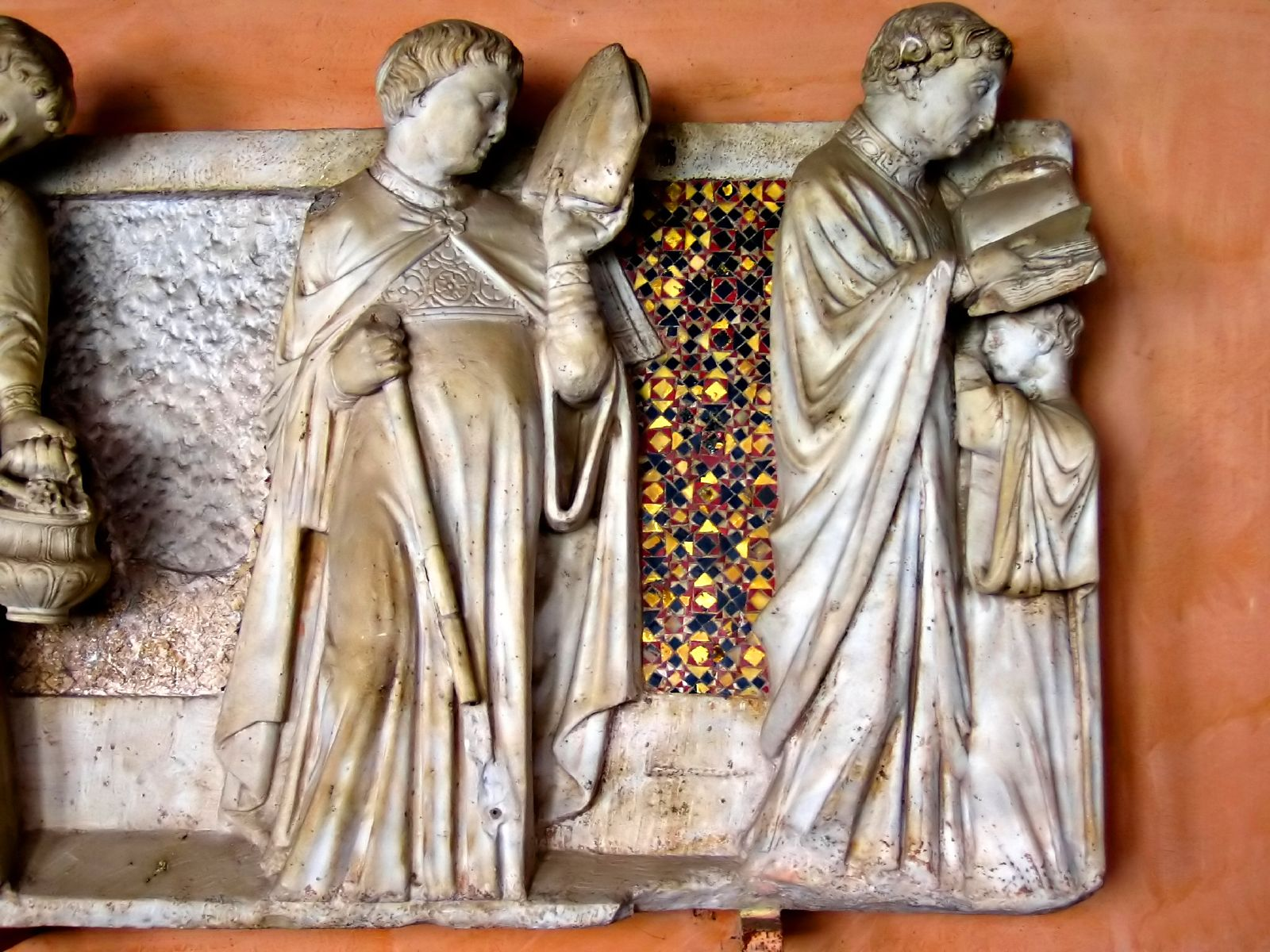
리카르도 안니발디 추기경 무덤의 세부, 로마 산조반니 인 라테라노 대성전
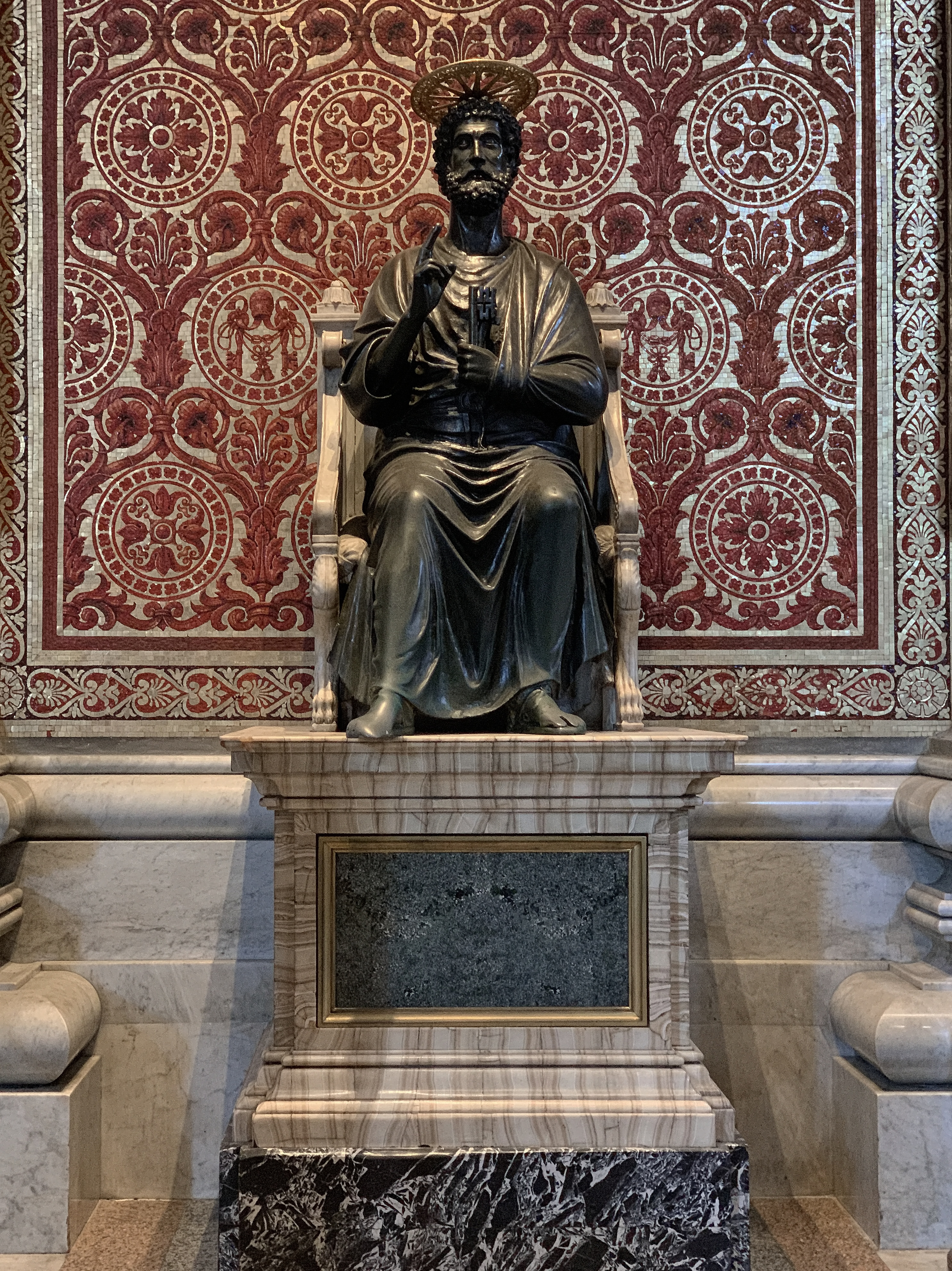
좌정한 성 베드로, 1290~1299, 로마 성 베드로 대성전
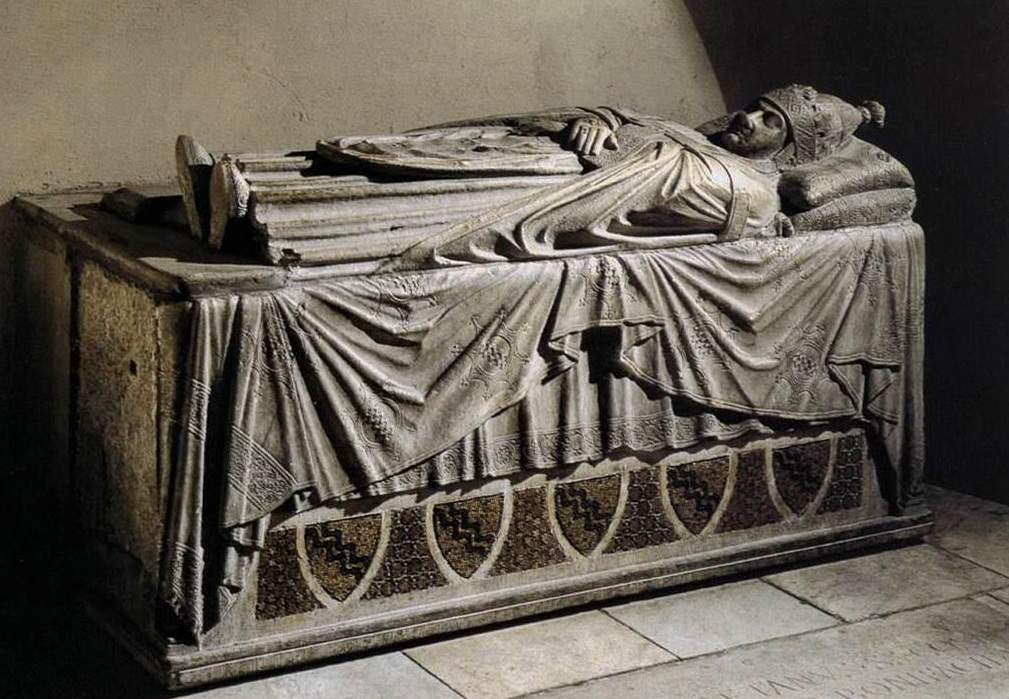
교황 보니파시오 8세의 무덤(1303년 사망), 바티칸 지하묘소
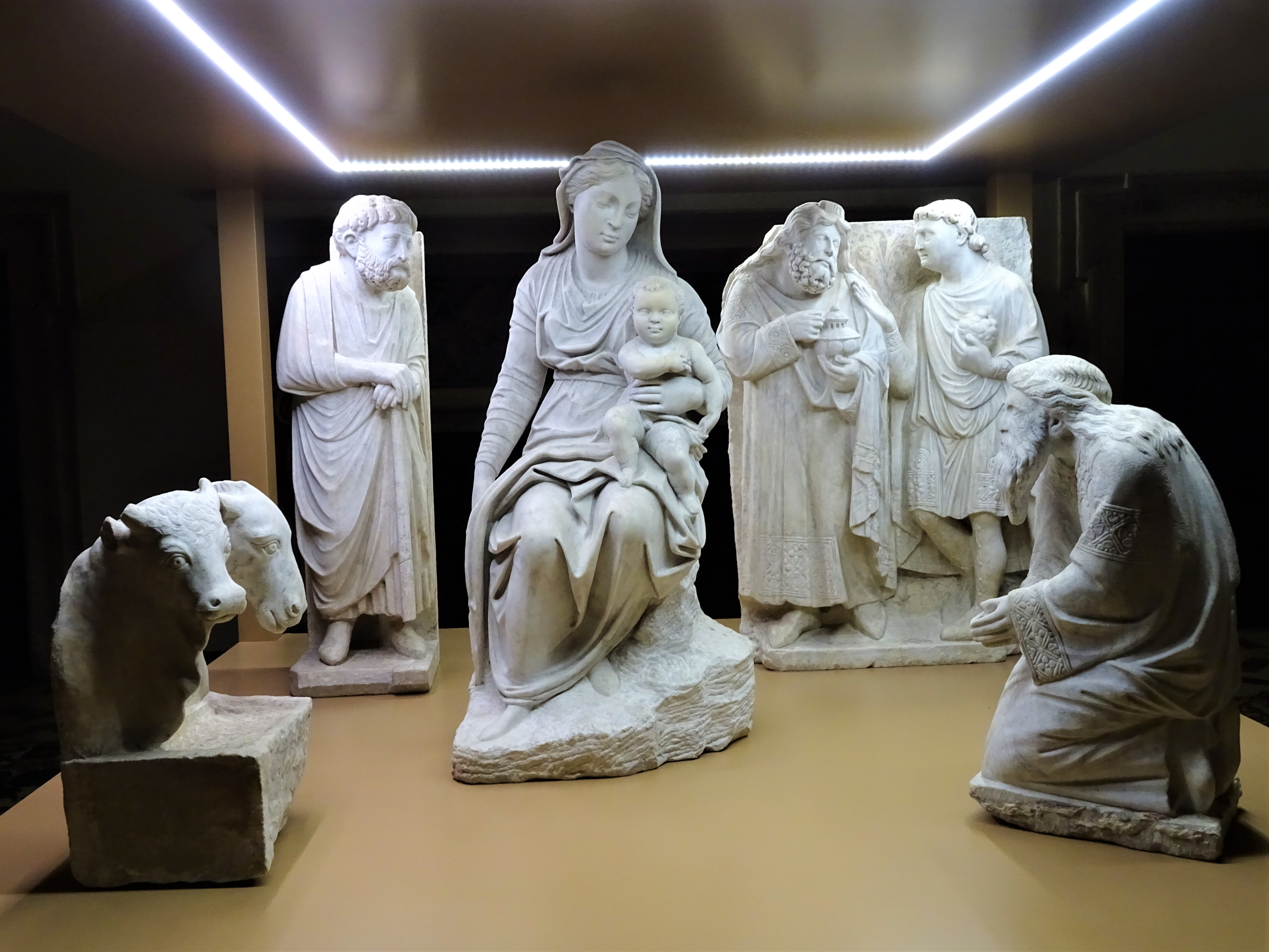
구유상 조각, 로마 산타마리아 마조레 대성전
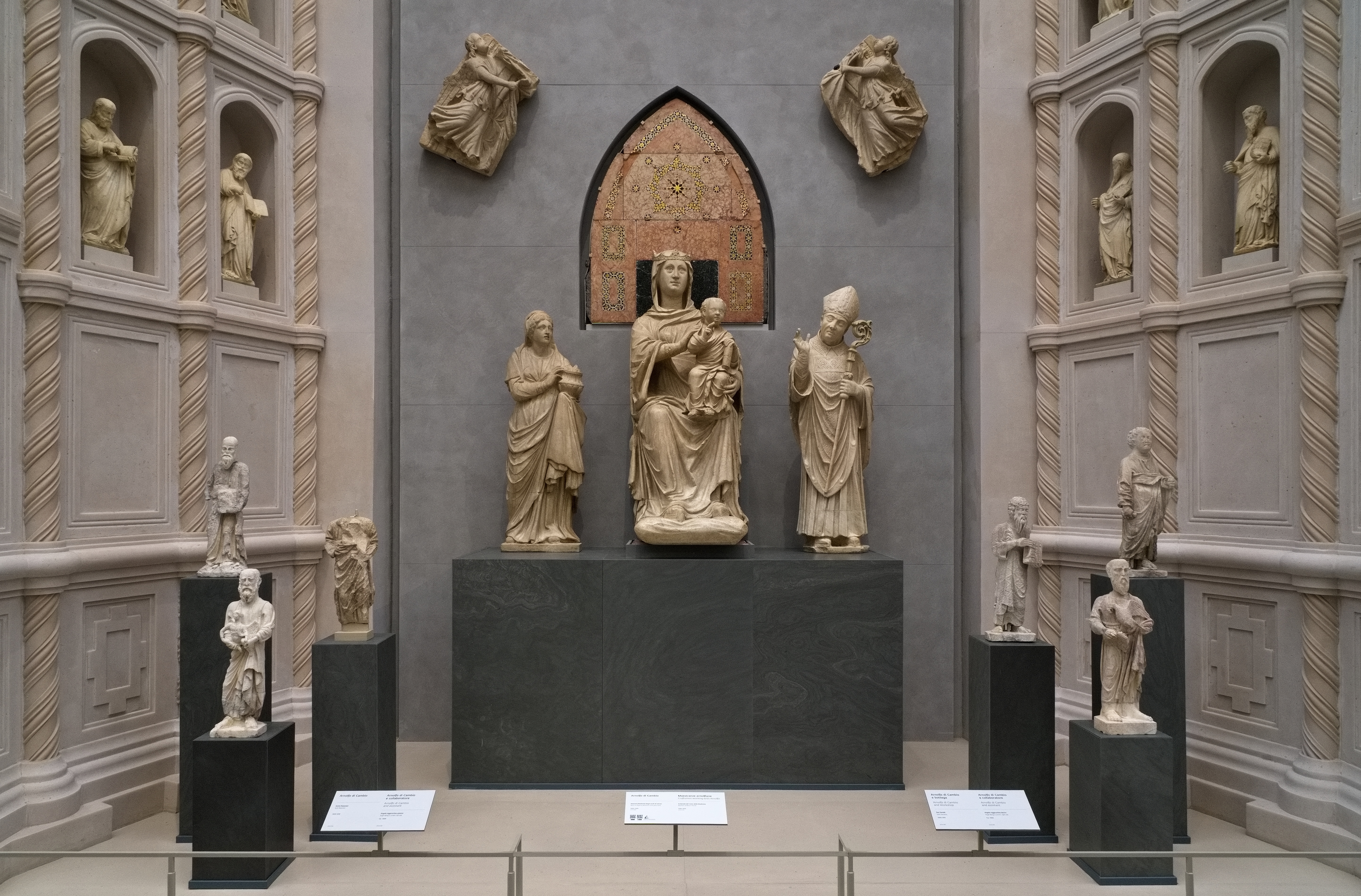
유리 눈을 가진 성모와 성 레파라타, 성 자노비, 1300~1310, 두오모 오페라 박물관
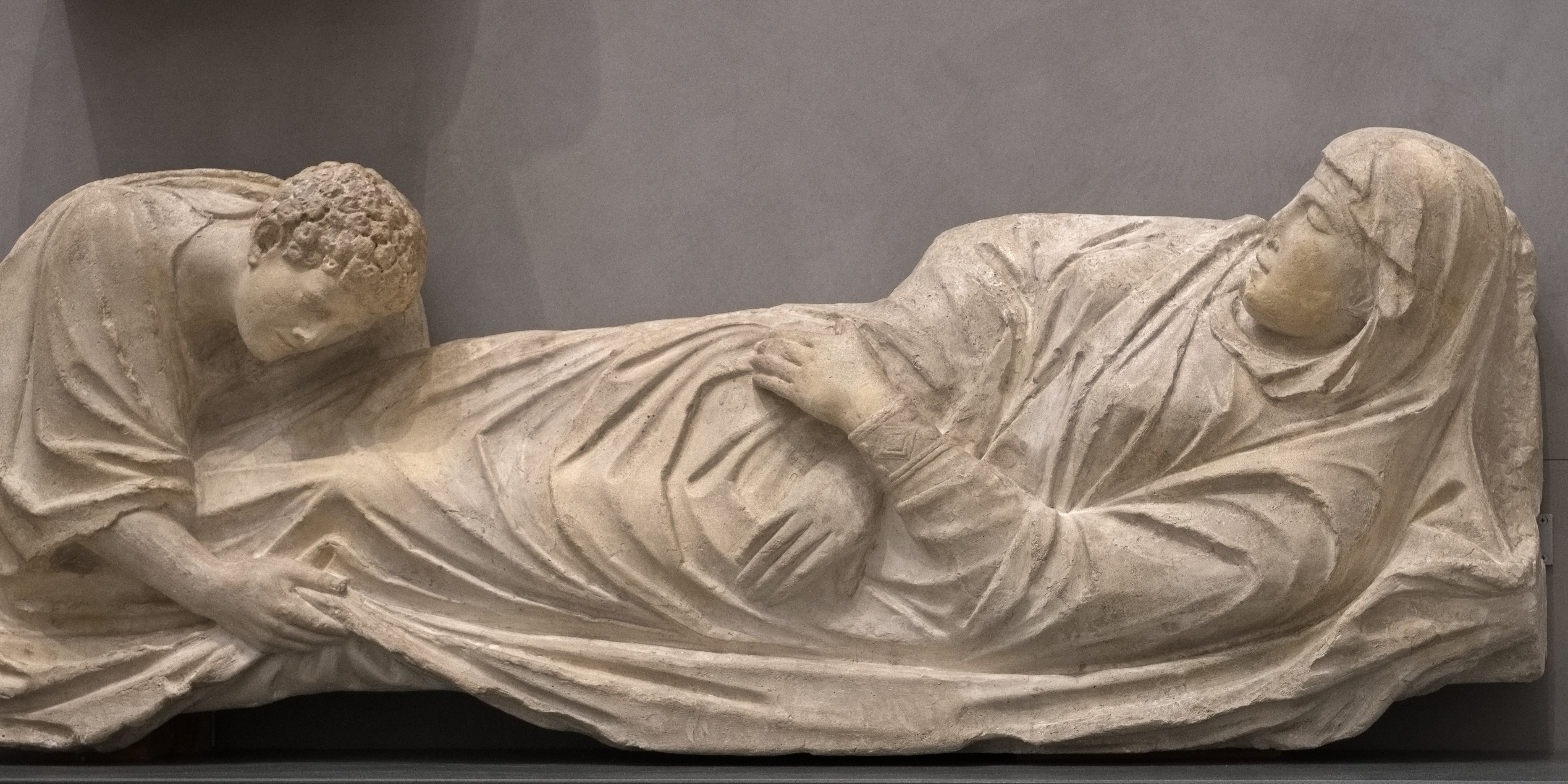
성모의 안식, 1300~1310, 두오모 오페라 박물관